# Julio César Pineda
Julio César Bello Pineda  (La Grita, Estado Táchira, Venezuela, 27 de mayo de 1949) es un diplomático, analista internacional y profesor universitario venezolano. 

## Carrera
Ha sido columnista y presentador del programa de televisión Brújula Internacional por Globovisión y Unión Radio.

### Como ex embajador
Ha sido embajador de Venezuela ante la Unión Soviética, Kuwait, Catar, los Emiratos Árabes Unidos, Corea del Sur y Libia.[cita requerida] En 2010 fue candidato al Parlamento Latinoamericano.